# Greg Lynn
Greg Lynn (North Olmsted, 1964) è un architetto statunitense, professore universitario di architettura presso l'Università di Arti Applicate di Vienna e professore  presso la UCLA School of the Arts and Architecture.
È stato vincitore del Leone d'oro alla Biennale di architettura a Venezia nel 2008.